# Sub Juniori
Sub Juniori er en finsk tv-kanal rettet mod børn som ejes og drives af MTV3.

## Programmer
- ICarly
- Ben 10
- Pokémon
- Byggemand Bob
- Teenage Mutant Ninja Turtles
- X-Men: Evolution